# Dumitru Buzatu
Dumitru Buzatu (n. 12 august 1955, Ruginoasa, România) este un istoric, filozof și om politic român, președintele Consiliului Județean Vaslui. A debutat în cariera politică, fiind ales prima oară deputat român în legislatura 1992-1996, din partea județului Vaslui pe listele partidului PDSR. În legislatura 1996-2000 și în legislatura 2000-2004, Dumitru Buzatu a fost ales pe listele PDSR dar, în iunie 2001, în urma fuziunii cu PSDR a devenit PSD. Dumitru Buzatu a demisionat din Camera Deputaților pe data de 30 iunie 2004 și a fost înlocuit de deputatul Sebastian Simion. În legislatura 1996-2000 Dumitru Buzatu a fost membru în grupurile parlamentare de prietenie cu Republica Portugheză și Republica Cuba, iar în legislatura 2000-2004, a fost membru în grupurile parlamentare de prietenie cu Republica Cuba și Republica Chile. 
Din 2012 este președintele Consiliului Județean Vaslui.
În 2 februarie 2017, Dumitru Buzatu a declarat în legătură cu protestatarii contra modificării legislației penaleː ”Ideea de a dezbate câteva aspecte legate de situația actuală este una foarte bună. Spre deosebire de președintele Liviu Dragnea, eu fac parte din aripa talibană a PSD și nu mă interesează nici măcar 100.000 de răgălii adunate de undeva. Mi-a fost foarte ușor să-i recunosc după răgetele pe care le scot și am înțeles că este o facțiune ultrareacționară care habar nu are de comportamentul democratic și de valorile umanitare. Sunt indivizi care se ascund în dosul anonimatului rețelelor de comunicare și, după părerea mea, și câțiva «antrenori» din instituțiile de represiune caracteristice statului capitalist”.
În 2023, a fost reținut de DNA pentru luare de mită de la un om de afaceri din Vaslui pentru un contract de modernizare de drumuri. Imediat a fost exclus din PSD.